# Dendronephthya dendritica
Dendronephthya dendritica is een zachte koraalsoort uit de familie Nephtheidae. De koraalsoort komt uit het geslacht Dendronephthya. Dendronephthya dendritica werd in 1954 voor het eerst wetenschappelijk beschreven door Utinomi. 